# Oeschinensee
Oeschinensee je jezero ve Švýcarsku. Má rozlohu 1,1 km² a maximální hloubku 56 m. Leží na území obce Kandersteg v kantonu Bern v nadmořské výšce 1 578 m n. m. Jezero je součástí lokality Světového dědictví Švýcarské Alpy Jungfrau-Aletsch.
Je obklopeno Bernskými Alpami s horami Blüemlisalp a Doldenhorn a je vyhledáváno turisty pro malebnou polohu mezi horskými štíty. Jezero je napájeno potoky stékajícími z úbočí hor a odvodňuje ho podzemní říčka Öschibach, která se vlévá do Kanderu.
Z Kanderstegu jezdí k jezeru kabinová lanovka. Místo je populární destinací pro pěší turistiku, cyklistiku, horolezectví i plavbu na loďkách, byl zde také vybudován letní tobogan. Nedaleko se nachází horská útulna Fründenhütte. Oeschinensee je zamrzlé od prosince do května, v létě dosahuje teplota vody 20 °C a jezero je využíváno ke koupání. Provozuje se rovněž rybolov, v jezeře žije siven severní a pstruh duhový.